# Take on Me
Take on Me è un singolo del gruppo musicale norvegese a-ha, pubblicato il 16 settembre 1985 come primo estratto dal primo album in studio Hunting High and Low.

## Descrizione
Il singolo ebbe un notevole successo internazionale, diventando un classico della musica anni ottanta.
La musica è stata scritta principalmente da Magne Furuholmen e Pål Waaktaar, con qualche lievissimo contributo di Morten Harket che, seppur non abbia realmente partecipato alla stesura del pezzo, è accreditato come co-autore. Il testo invece è del solo Waaktaar.
Il celeberrimo riff di tastiera e le strofe furono composti da Furuholmen, mentre l'introduzione, il ritornello e il bridge furono composti da Waaktaar.

## Video musicale
Il celebre e pluripremiato videoclip, diretto da Steve Barron, risulta attualmente al terzo posto della classifica dei video più visti della storia dopo Thriller e Sledgehammer. Fu trasmesso inizialmente da un'emittente locale di Boston e successivamente da MTV: l'innovazione risiede nello stile simil-rotoscopico delle immagini che mescolano persone del mondo reale e del mondo dell'animazione. Pubblicato su YouTube il 6 gennaio 2010, ha raggiunto un miliardo di visualizzazioni il 17 febbraio 2020.
Una ragazza bionda, interpretata dall'attrice Bunty Bailey (all'epoca accreditata come la compagna del leader degli a-ha Morten Harket), seduta in una caffetteria (l'odierno Turkish Chef Mediterranean Restaurant, all'epoca il Kim's Cafe e successivamente Savoy Cafè, di Londra, al 390 di Wandsworth Road, angolo Pensbury Place), sta leggendo un fumetto su una gara motociclistica. Morten Harket impersona il pilota vincitore; nel corso della premiazione la sua immagine acquisisce dinamismo. Egli infatti si mette a guardare la ragazza, le fa l'occhiolino e tende la sua mano in bianco e nero che lentamente fuoriesce dal fumetto, invitandola quindi nel suo mondo. Dopo un attimo di sbalordimento, la ragazza accetta, tocca la mano e si lascia trasportare nel mondo animato.
Attraverso uno specchio presente in questa realtà virtuale, Morten mostra alla ragazza come sia possibile diventare alternativamente ora una persona in carne ed ossa ora un cartone animato a seconda che ci si trovi davanti o dietro lo specchio.
Intanto la cameriera del locale, non vedendo più la ragazza seduta al tavolo e pensando che sia andata via senza pagare, accartoccia furiosa il fumetto e lo getta nella spazzatura. Come conseguenza di tale azione, nel mondo animato irrompono due motociclisti inferociti per la sconfitta che, brandendo un giratubi, distruggono lo specchio e si mettono a inseguire la ragazza e Morten, che scappano lungo un corridoio senza via d'uscita. Lentamente e minacciosamente i malintenzionati si avvicinano alla fine del corridoio; Morten ricava un buco nella parete consentendo alla ragazza di tornare nel mondo reale e di mettersi in salvo mentre lui rimane nel mondo animato alle prese con i due motociclisti.
La ragazza, che improvvisamente si ritrova nella caffetteria circondata dai clienti stupefatti, raccoglie il fumetto dalla spazzatura e fugge a casa. Barricatasi in camera da letto continua ansiosamente a leggere il racconto: scopre così che Morten giace a terra incosciente, e presa da tristezza comincia a piangere.
Ma d'un tratto lo vede animarsi dentro il fumetto e dare colpi al riquadro in cui si trova nel tentativo di uscirne fuori. Contemporaneamente, girandosi, scopre che egli è apparso nel corridoio che porta alla sua camera. Morten, dopo aver sfondato a forza di spallate la barriera del mondo di animazione, si trasforma in una persona in carne ed ossa: la ragazza gli sorride e si dirige verso di lui per abbracciarlo. Quest'ultima scena si ispira al film Stati di allucinazione di Ken Russell.
La storia continua con il videoclip di The Sun Always Shines on T.V.

## Successo commerciale
La canzone raggiunse grande popolarità tra il 1985 e il 1986, arrivando alla vetta nelle classifiche dei singoli più venduti in Europa, ma anche negli Stati Uniti e in Canada. Si stima che nel primo mese di pubblicazione della versione rimasterizzata il singolo abbia venduto circa 1,5 milioni di copie e in totale tra le 6 e le 7 milioni di copie.
Il titolo originale Lesson One era un brano ideato, con diverso sound, dai "Bridges", prima band dei due a-ha Paul Waaktaar-Savoy e Magne Furuholmen. Pur essendo un brano impegnativo vocalmente è stato eseguito dal gruppo in ogni concerto con l'inconfondibile e adatta voce di Morten Harket.

## Classifiche

### Classifiche settimanali
| Classifica (1985-2024)                | Posizione massima |
| ------------------------------------- | ----------------- |
| Austria                               | 1                 |
| Belgio (Vallonia)                     | 1                 |
| Canada                                | 2                 |
| Francia                               | 3                 |
| Germania                              | 1                 |
| Italia                                | 1                 |
| Norvegia                              | 1                 |
| Nuova Zelanda                         | 7                 |
| Paesi Bassi                           | 1                 |
| Panama                                | 169               |
| Regno Unito                           | 2                 |
| Stati Uniti                           | 1                 |
| Stati Uniti (adult contemporary)      | 4                 |
| Stati Uniti (dance club maxi-singles) | 36                |
| Svezia                                | 1                 |
| Svizzera                              | 1                 |

### Classifiche di fine anno
| Classifica (1985) | Posizione |
| ----------------- | --------- |
| Italia            | 7         |
| Classifica (2024) | Posizione |
| Francia           | 190       |
| Portogallo        | 198       |

## Cover
- Nel 1998 la band americana Reel Big Fish ha pubblicato una cover di genere Ska punk del brano, appartenente alla colonna sonora del film Baseketball del 1998 di cui è stato girato anche un videoclip.

- Nell'agosto 2010, la cantante tedesca Graziella Schazad ha realizzato una cover del brano. Quest'ultima è stata utilizzata in Italia per la pubblicità di una banca.

- Il 12 febbraio 2019, il gruppo alternative rock/emo Weezer ha pubblicato come singolo una cover del brano. Nel video musicale vi è la presenza di Finn Wolfhard.

## Altri utilizzi
Nel 2013 il rapper americano cubano Pitbull incide, insieme alla cantante Christina Aguilera, il brano Feel This Moment, in cui viene chiaramente ripreso l'inciso di questa canzone rivestito dei diritti d'autore.